# Итанагар
Итанагар (хинд. ईटानगर, енгл. Itanagar) је град у индијској држави Аруначал Прадеш. Има 34.970 становника по процени из 2001.